# 봉 (담뱃대)

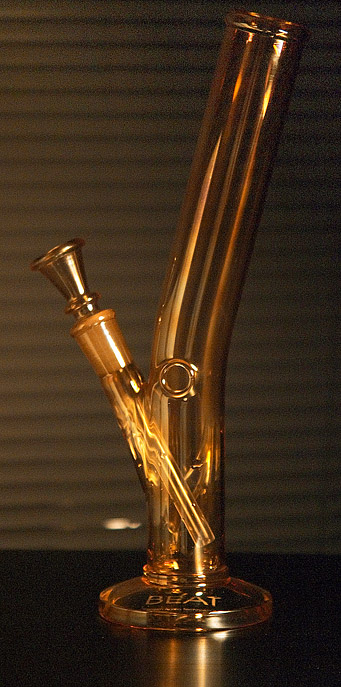
보울 전면에 원형 기화 포트가 있는 봉

봉 (bong 또는 water pipe)은 일반적으로 대마초, 담배 또는 기타 허브 물질을 흡연하는 데 사용되는 여과 장치이다.  사진에 보이는 봉에서 가스는 왼쪽 하단 포트에서 오른쪽 상단 포트로 흐른다.
구조와 기능 면에서 봉은 물담뱃대 와 비슷하지만 더 작고 특히 휴대가 간편하다. 봉은 공기를 수위 아래로 안내하는 보울과 스템 장치(또는 슬라이드)  를 추가하여 모든 기밀 및 수밀 용기로 구성할 수 있으며, 이 장치는 사용 중 위로 기포("버블러")가 발생한다. 봉에 신선한 공기를 공급하고 마지막 남은 연기를 수확하려면 "기화기", "탄수화물", "초크", "빙크", "러시", "쇼티", "킥 홀" 또는 간단히 수위 위 봉의 아래쪽 어딘가에 있는 "구멍"은 먼저 흡연 과정에서 덮인 상태로 유지되고 연기가 호흡기로 빨려 들어갈 수 있도록 열린다. 이러한 구멍이 없는 봉에서는 볼 및 (또는) 스템을 제거하여 스템을 고정하는 구멍에서 공기를 허용한다.
봉은 수세기 동안 라오스 와 태국, 아프리카 전역의 몽족 이 사용했었다.  서양에서 이 단어의 가장 초기에 기록된 사용 중 하나는 1944년에 출판된 McFarland 태국어-영어 사전에 있다. 이 사전에서는 태국어로 봉의 의미 중 하나를 "칸차, 나무, 해시시를 피우기 위한 대나무 물 파이프"로 설명., 또는 대마초." Marijuana Review 의 1971년 1월호에서도 이 용어를 사용했다.

## 같이 보기
- 물담배